# Protocolos de Roma (1934)
Los Protocolos de Roma fueron serie de tres acuerdos internacionales firmados en Roma el 17 de marzo de 1934 entre los gobiernos de Austria, Hungría e Italia. Los firmaron el primer ministro italiano Benito Mussolini y sus colegas austriaco Engelbert Dollfuss y húngaro Gyula Gömbös. Los tres protocolos que entraron en vigor el 12 de julio de 1934 y se registraron en la Sociedad de Naciones el 12 de diciembre de 1934.
Los protocolos, aunque solo se ocupaban de temas económicos, eran parte del proceso de cooperación entre los tres gobiernos signatarios en contra la política de Hitler (que acaba de llegar al poder en Alemania) hacia Austria y de sus intentos de acrecentar su influencia en la cuenca del Danubio, así como también contra la integridad territorial de Yugoslavia, que deseaban desmembrar entre ellos. La cooperación nacida de estos protocolos fue de corta duración, ya que pronto Mussolini se unió a Hitler abandonando su anterior protección de Austria, y el gobierno de Hungría controlado por Miklós Horthy también se unió al Tercer Reich en 1938.

## Antecedentes
Durante la visita del subsecretario de Asuntos Exteriores italiano Fulvio Suvich a Viena que comenzó el 18 de enero de 1934, este indicó el deseo de su Gobierno de estrechar las relaciones económicas entre Austria, Hungría e Italia. El aplastamiento de la oposición socialista austriaca en la corta guerra civil austriaca, que redobló la dependencia del canciller austriaco Engelbert Dollfuss del apoyo italiano, facilitó los planes de Roma. Ya el 26 de enero, Suvich había planteado la conveniencia de una reunión de los tres primeros ministros para tratar la mejora de las relaciones económicas. Dollfuss comunicó los deseos italianos a su homólogo húngaro, Gyula Gömbös en su visita a Budapest que tuvo lugar del 7 al 9 de febrero; en principio, ninguno de los dos Gobiernos respondieron a las propuestas italianas. La derrota socialista en Austria y la visita de Suvich a Budapest entre el 20 y el 22 de febrero, sin embargo, condujeron a la ansiada reunión de los tres mandatarios, que se fijó para el mes siguiente. No obstante, las reticencias austriacas y húngaras a formar una unión aduanera obligaron a Italia a desechar esta idea —planteada por Suvich a los dos primeros ministros— y limitarse a reforzar las relaciones comerciales existentes.
Los presidentes del Gobierno de los tres países se reunieron en Roma entre el 15 y el 17 de marzo para ultimar las negociaciones. Estas concluyeron con uno de los mayores éxitos de la diplomacia italiana del periodo de entreguerras: una serie de acuerdos que quedaron reflejados en tres documentos, conocidos como los «Protocolos de Roma».

## Términos de los Protocolos
El primer Protocolo era muy breve y no contenía cláusulas, solamente una breve declaración en la que los firmantes se comprometían a «consultarse sobre todos los problemas que les afecten en particular, y sobre los problemas de carácter general, con el fin de lograr, en el espíritu de los tratados de amistad existentes entre Italia y Austria, Italia y Hungría, Austria y Hungría, que se basan en el reconocimiento de la existencia de numerosos intereses comunes, una política acorde dirigida a la promoción de una cooperación eficaz entre los Estados de Europa y sobre todo entre Italia, Austria y Hungría». En el párrafo siguiente, los tres Gobiernos se comprometieron a «celebrar consultas conjuntas cuando al menos uno de ellos lo estime oportuno». En la práctica, otorgaba a Italia, el más poderoso de los tres países, un instrumento para entrometerse en los asuntos de Hungría y Austria.
El segundo protocolo, como el tercero, se ocupaba de las relaciones económicas entre los tres Gobiernos. Una serie de acuerdos bilaterales entre las naciones firmantes pretendían aumentar los intercambios comerciales entre ellas. En el artículo 1.º, los tres Gobiernos se comprometían a no colocar ningún obstáculo al comercio entre ellos, y a concluir tratados comerciales en este sentido. En el artículo 2.º, las partes se comprometían a ayudar al Gobierno de Hungría, en apuros debido a la caída del precio del trigo, importante exportación magiar. Para facilitar esta, los otros dos países firmantes concedían ventajas a la importación de cereal húngaro. En el artículo 3.º los tres países establecían su propósito de facilitar el tránsito de mercancías por los puertos del mar Adriático. En el artículo 4.º las naciones decidían establecer una comisión de expertos que formulase nuevas recomendaciones en el ámbito económico.
El tercer Protocolo concernía únicamente a los Gobiernos de Italia y Austria. En el artículo 1.º los dos Gobiernos acordaban negociar un nuevo tratado comercial entre ellos tan pronto como fuese posible. En el artículo 2.º, prometían concederse mutuamente privilegios comerciales en el nuevo tratado comercial que se firmase.

## Consecuencias
En conjunto, los protocolos suponían la creación de una zona de influencia italiana en Europa central y reforzaban la importancia de Italia en la política europea. Francia y sus aliados de la Pequeña Entente quedaron debilitados, en opinión del Gobierno italiano, por la conclusión del pacto tripartito. La alianza podía servir también, en caso de necesidad, para limitar la influencia alemana en la región en caso de que, en contra de lo que esperaba Mussolini, Hitler no se aviniese a integrarse en una liga fascista que mantuviese el dominio italiano en la zona.